# Katnaghbyur (Aragatsotn)
Pour les articles homonymes, voir Katnaghbyur.
Katnaghbyur (en arménien Կաթնաղբյուր ; anciennement Mehraban) est une communauté rurale du marz d'Aragatsotn, en Arménie. Elle compte 1 307 habitants en 2009.